# Mike Walker
Michael Stewart Gordon Walker, conosciuto più semplicemente come Mike Walker (Colwyn Bay, 28 novembre 1945) è un allenatore di calcio ed ex calciatore gallese, di ruolo portiere.

## Carriera

### Giocatore
Nella stagione 1963-1964 fa parte della rosa del Reading, club di Third Division (la terza divisione inglese), con cui però non scende mai in campo in partite ufficiali; dal 1964 al 1966 gioca invece nello Shrewsbury Town, club di Fourth Division (quarta divisione), con cui nell'arco del biennio totalizza 7 presenze in campionato. Nel 1966 si trasferisce allo York City, sempre in Fourth Division: rimane due anni anche in questo club, giocando più spesso da titolare che nelle esperienze precedenti (60 presenze complessive nell'arco di due campionati). Nell'estate del 1968 Walker sale di categoria, accasandosi in Third Division al Watford, con cui nella stagione 1968-1969 vince il campionato ed ottiene la promozione in Second Division, la seconda divisione inglese, nella quale milita per le successive tre stagioni e mezzo; inoltre, nella stagione 1969-1970 il Watford raggiunge anche per la prima volta nella propria storia la semifinale di FA Cup, perdendola per 5-1 contro il Chelsea futuro vincitore del trofeo. Nell'arco di quattro stagioni e mezzo al Watford Walker gioca complessivamente 137 partite, per poi passare in prestito al Charlton, con cui conclude la stagione 1972-1973 giocando una partita nel campionato di Third Division.
Nell'estate del 1973 Walker viene ceduto al Colchester Utd, club di Fourth Division, con cui complessivamente resterà per dieci anni, nei quali disputa in totale 451 partite, 363 delle quali campionato, tutte fra Third Division e Fourth Division; in particolare, nel suo primo anno nel club la squadra arriva terza in Fourth Division ottenendo la promozione nella categoria superiore, dalla quale retrocede nel 1976 dopo due anni di permanenza, venendo però nuovamente promossa dopo un solo anno, al termine della stagione 1976-1977, conclusasi con un nuovo terzo posto in classifica; nel 1981, dopo quattro anni consecutivi in terza divisione, arriva una nuova retrocessione in Fourth Division, categoria nella quale Walker trascorre quindi gli ultimi due anni della sua carriera da calciatore.

### Allenatore
Dopo il ritiro viene ingaggiato dallo stesso Colchester come vice allenatore, incarico che ricopre dal 1983 al 1986, anno in cui viene promosso ad allenatore, incarico che ricopre per la stagione 1986-1987 e per la prima parte della stagione 1987-1988 (viene infatti esonerato il 1º novembre 1988); poco dopo viene ingaggiato dal Norwich City, club di prima divisione, nel cui settore giovanile allena fino al termine della stagione 1991-1992.
Nell'estate del 1992 viene promosso ad allenatore della prima squadra, ed alla sua prima annata chiude il campionato con un terzo posto in classifica, miglior piazzamento di sempre nella storia del club, che gli vale inoltre la prima qualificazione europea della propria storia (tecnicamente sarebbe stata la terza, dal momento che i gialloverdi nel corso degli anni '80 si erano qualificati per due volte alla Coppa UEFA, essendo però impossibilitati a disputarla per via della squalifica dei club inglesi dalle competizioni UEFA per club). Nella Coppa UEFA 1993-1994 il Norwich elimina prima gli olandesi del Vitesse e successivamente i più quotati tedeschi del Bayern Monaco, vincendo all'andata per 2-1 in trasferta in una partita che all'epoca destò molto scalpore anche per il gioco offensivo con cui il club inglese si impose all'Allianz Arena e per il fatto che i tedeschi, grandi favoriti alla vigilia del match, non avevano mai perso in casa una partita contro un club inglese, salvo poi essere eliminato dall'Inter negli ottavi di finale con un complessivo 2-0 fra andata e ritorno; Walker si dimette però dal proprio incarico nel gennaio del 1994, prima della fine del campionato, a causa di alcune divergenze con la dirigenza del club. Pochi giorni più tardi viene ingaggiato dall'Everton, con cui conclude la stagione conquistando la salvezza in seguito ad una rimonta dai bassifondi della classifica; viene inizialmente riconfermato per la stagione 1994-1995, venendo però esonerato l'8 novembre 1994 con la sua squadra che ancora non aveva vinto una partita in campionato.
Walker dopo l'esonero rimane inattivo fino all'estate del 1996, quando torna al Norwich, nel frattempo retrocesso in seconda divisione; nei campionati 1996-1997 e 1997-1998 la squadra si piazza rispettivamente tredicesima e quindicesima e, non essendo riuscito a conquistare la promozione, l'allenatore gallese si dimette. Il suo unico ulteriore incarico da allenatore in carriera risale alla stagione 2000-2001, nella quale allena i ciprioti dell'APOEL, con i quali conquista la semifinale di Coppa di Cipro, un quinto posto nel campionato cipriota ed un'eliminazione nel primo turno della Coppa UEFA 2000-2001.

## Palmarès

### Giocatore

#### Competizioni nazionali
- Third Division: 1

Watford: 1968-1969